# モアスギ
モアスギ（朝:모아쓰기）とは、朝鮮語をハングルで表記する方法の一つで、ハングル字母を音節単位でまとめる表記方法をいう。対概念は、字母をアルファベットのように横に羅列するプロスギ（朝:풀어쓰기）である。
例えば、「ハングル」をモアスギで表記すると'한글'、プロスギで表記すると'ㅎㅏㄴㄱㅡㄹ'となる。現代朝鮮語の表記には一般的にモアスギが使われている。

## 歴史
1446年に刊行された『訓民正音』解例編の合字解において、初声・中声・終声の字母を組み合わせる方法が解説されたことからも窺えるように、ハングルは創製当初からモアスギを前提としていた。
しかし近代になり西洋のアルファベットが知られるようになると、ハングルも西洋のように字母を横に羅列して表記すべきだとするプロスギの主張が提起されるようになった。
文献上は、1908年12月に国文研究所が作成した『国文研究案』において初めてプロスギに関する議論があることが認められた。しかし、1909年に同研究所が最終提出した『国文研究議定案』では結局『訓民正音』に従ったモアスギが採用された。
1948年には文教部（現在の教育部）が『漢字を書かないことの理論』において、ハングルを横にプロスギすることが理想的な表記方法ではあるが、現実的には施行しがたいとし、結局ハングルの横書きのみを採用した。
1954年のハングル簡素化波動の際には、国語審議会ハングル分科委員会が横書きプロスギを一時的に提唱したが十分な支持を得られず、同年7月3日にモアスギの簡素化方案を発表した。
近代以降プロスギ導入の主張が継続して行われた要因として、モアスギの印刷のしにくさという短所を挙げることができる。活版印刷を行っていた時代には、モアスギのために膨大な数の活字が必要となったが、プロスギであれば字母24個の活字で十分であった。またタイプライターで入力する際も、モアスギは文字の下に挿入するパッチムの入力が困難であった一方、プロスギであれば問題にならなかった。
しかし、公炳禹の3ボル式タイプライターの発明や印刷方法のデジタル化によってこれらの問題は克服されることとなり、現在ではプロスギ導入の運動は下火になっている。

## 方法
現代朝鮮語のモアスギの方法は『訓民正音』で解説されている。
例義編では「'ㆍㅡㅗㅜㅛㅠ'は初声の下に付けて書き（附書初聲之下）、'ㅣㅏㅓㅑㅕ'は初声の右に付けて書く（附書於右）。」とし、中声字の形によって初声字との結合位置が変わることを示した。
解例編の合字解では「初声、中声、終声の三声が合わさり文字を成す。初声は中声の上に置くかまたは中声の左に置く（初中終三聲合而成字　初聲或在中聲之上　或在中聲之左）。」とし、モアスギの原則を明らかにした。

## 評価
モアスギが現在まで採用され続けた理由として、朝鮮語が元々音節単位に敏感な言語だからという主張がある。例えば、英語をはじめとする西洋の言語では'VIP(Very Important Person)'のように書記素を組み合わせて略語が作られる一方で、朝鮮語では'여고생(여자 고등학생(女子高校生))'のように音節を組み合わせて略語が作られる。また、'끼토산(산토끼(山ウサギ))'のように倒語も音節単位で行われる。以上の見地に立つと、朝鮮語をモアスギで表記することは合理的だと言える。